# EXIT TUNES PRESENTS Vocaloseasons feat.初音ミク Spring
『EXIT TUNES PRESENTS Vocaloseasons feat.初音ミク Spring』（エグジット・チューンズ・プレゼンツ ヴォカロシーズンス フィーチャリング・はつねミク　スプリング）は、EXIT TUNESボカロコンピシリーズの第19弾となるVOCALOIDコンピレーション・アルバム。 2018年4月4日発売。

## 収録曲
1. 春に一番近い街
2. spray
3. 桜前線異常ナシ
4. 東京バレエ
5. 桜の季節
6. センチメンタルな愛慕心
7. 四月の愚者
8. ハルイチ。
9. ハジマリノヒ
10. 「紅桜」少女幻奏
11. にじいろのはる
12. 風待ちハローワールド
13. クロニクル
14. 過ぎし3月の君へ
15. 桜ノ雨